# كادامبيني غانغولي
كادامبيني بوس غانغولي (18 يوليو 1861 - 3 أكتوبر 1923 ) واحدة من أوائل الطبيبات الهنديات اللاتي مارسن الطب الحديث بدرجة علمية. كانت غانغولي أول امرأة تحصل على القبول في كلية الطب في كلكتا ‏ في عام 1884، وتدربت لاحقًا في إسكتلندا، وأسست ممارسة طبية ناجحة في الهند. كانت أول امرأة تتحدّث في المؤتمر الوطني الهندي.
توفيت غانغولي في 3 أكتوبر 1923، بعد أن أجرت عملية في نفس اليوم.